# Fionie
Cet article concerne l'île. Pour l'amt, voir Fionie (amt).
L'île de Fionie (Fyn) est en superficie la troisième île du Danemark. Elle fait partie de la région du Danemark-du-Sud.
De nombreux manoirs et châteaux y sont situés. Ceux-ci possédant souvent des parcs et jardins bien entretenus, la Fionie est régulièrement désignée comme le Jardin du Danemark.

## Géographie
La Fionie se trouve entre la péninsule danoise du Jutland et l'île de Seeland (où se trouve la capitale danoise Copenhague).
Sa superficie est de 2 984 km2 et son point culminant atteint dans l'est de l'île 131 mètres au Frøbjerg Bavnehøj.
L'île est séparée de Seeland par le canal maritime du Grand Belt et du Jutland par le Petit Belt.
Ses habitants s'appellent les Fioniens et les Fioniennes.

## Ponts
- À l'est, le pont du Grand Belt, payant, relie les îles de Fionie (Fyn) et de la Seelande (Sjælland).
- À l'ouest, deux ponts relient la Fionie et le Jutland par le Petit Belt : l'ancien pont du Petit Belt et le nouveau pont du Petit Belt. Le nouveau pont du Petit Belt permet un plus grand trafic que l'ancien.

## Villes
- Odense
- Nyborg
- Svendborg
- Middelfart
- Bogense
- Assens
- Vester Skerninge

## Monuments
- Château d'Egeskov (1554)
- Damestenen

## Personnalités liées à l'île
- Leif Davidsen et Hans Christian Andersen y sont nés, ainsi que le compositeur Carl Nielsen.
- Nina Bendixen, animatrice du matin à la station de radio Klubben des médias de Funen.